# Pic de Ginebre

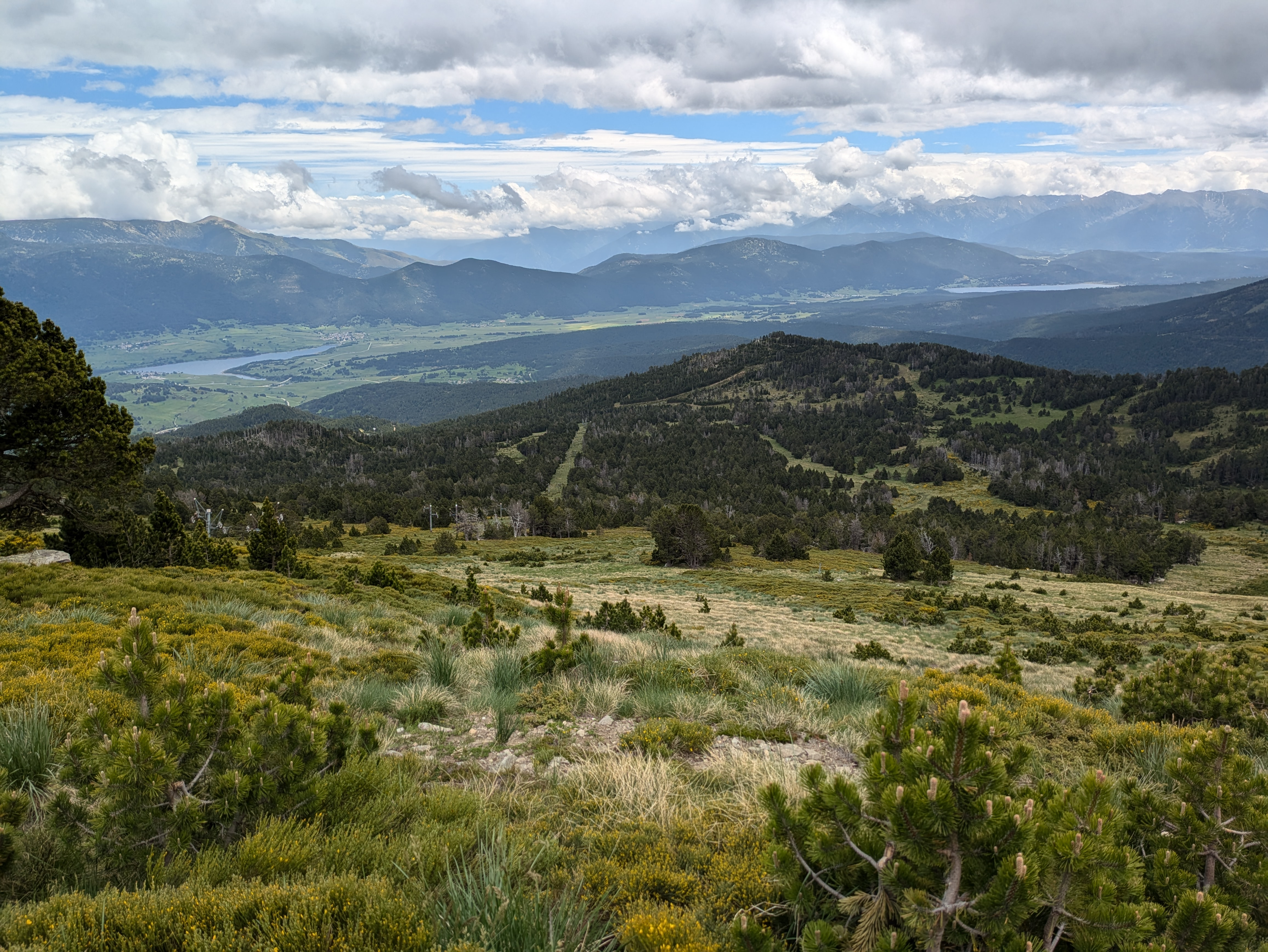
Vue du versant oriental du pic de Ginebre vers le Capcir.

Le pic de Ginebre ou pic de Ginèvre est un sommet des Pyrénées-Orientales et de l'Ariège, en France, situé sur les communes de Puyvalador, Quérigut et Le Pla.

## Toponymie
Le pic tient son nom du terme catalan ginebre, désignant le genévrier.

## Géographie

### Topographie
Le pic de Ginebre est situé entre la partie nord-ouest du département des Pyrénées-Orientales et l'extrême sud-est du département de l'Ariège, à cheval sur les communes de Puyvalador dans les Pyrénées-Orientales, et Quérigut et Le Pla en Ariège. Il culmine à 2 382 mètres d'altitude et est situé entre le massif du Carlit et l'Aude,. C'est une limite historique entre les régions du Capcir et du Donezan.

### Hydrographie
Sur son versant ariégeois, au nord, le pic de Ginebre surplombe la haute vallée de l'Aude. On y trouve la source de la rivière de Quérigut et le petit étang de Quérigut.
Sur son versant sud-est, le Rec dels Clots de l'Equa prend sa source et descend vers l'est en direction de Puyvalador.

## Accès
Le téléski du Ginèvre, une des remontées mécaniques de la station de Puyvalador, ouverte en 1983, aboutit près du sommet. La station ayant fermé ses portes après la saison hivernale 2017-2018, celui-ci est désormais inactif.